# آسیاب مزرعه جفتی (۱)
آسیاب مزرعه (جفتی) ۱ مربوط به دوره قاجار است و در آشتیان، ۲/۵ کیلومتری شمال آشتیان، جاده آشتیان، آهو واقع شده و این اثر در تاریخ ۲۰ اردیبهشت ۱۳۸۶ با شمارهٔ ثبت ۱۹۰۵۵ به‌عنوان یکی از آثار ملی ایران به ثبت رسیده است.